# 高集海堤

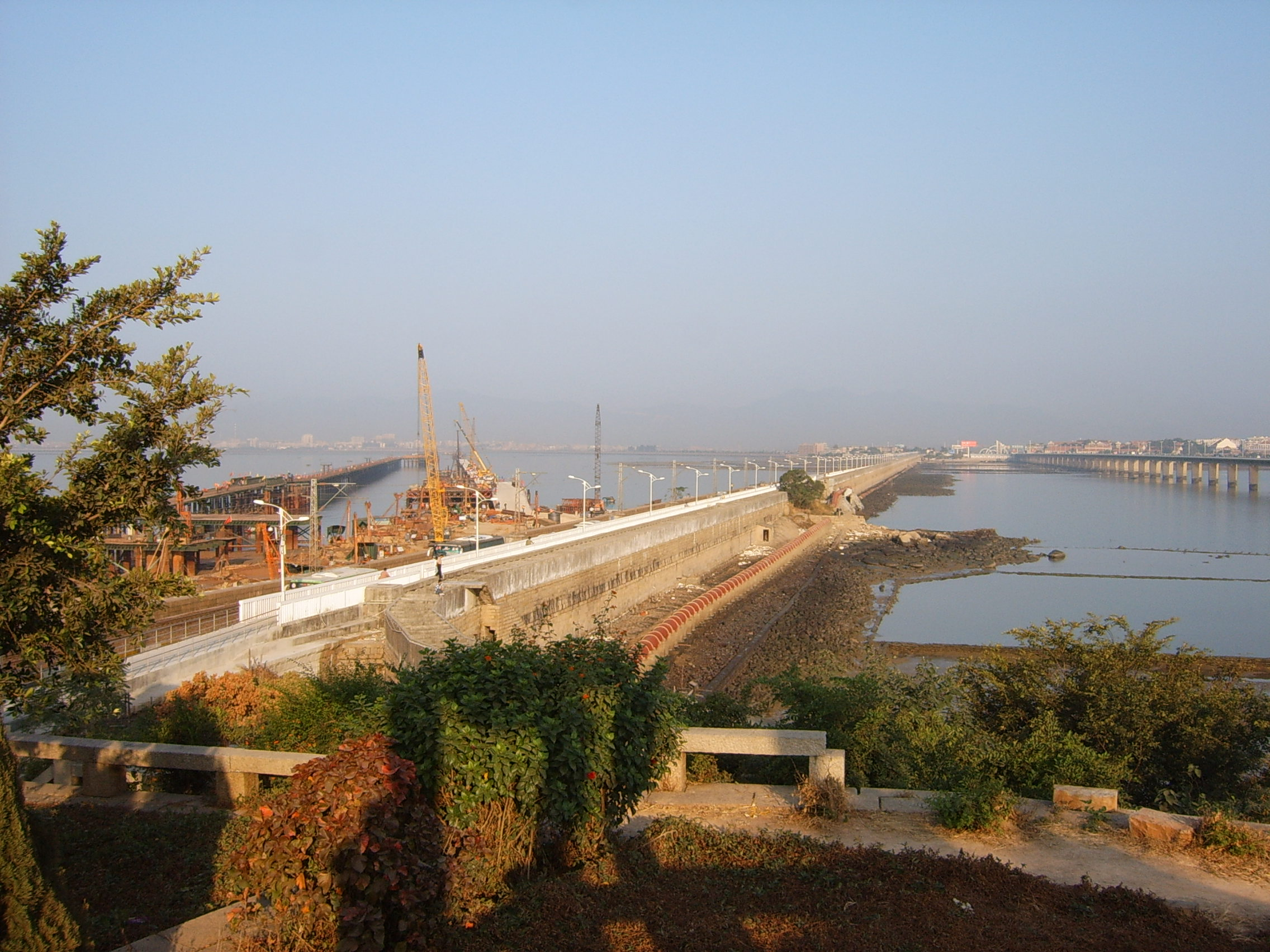
从厦门岛眺望高集海堤（左侧为杏林大桥工地，右侧为厦门大桥）

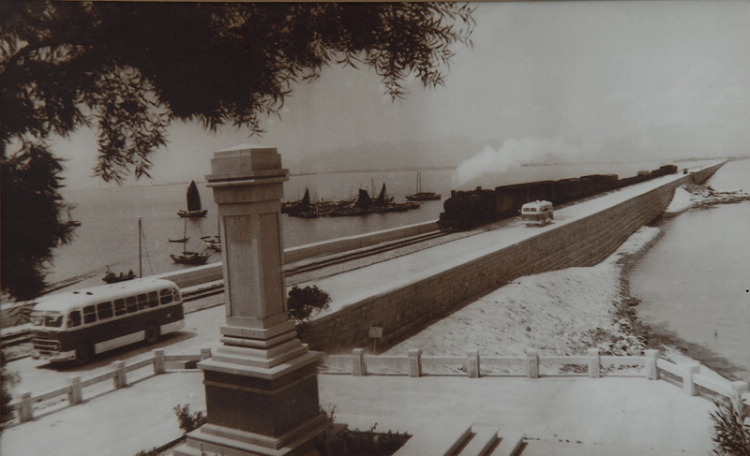
1957年刚刚完工，开通火车的高集海堤

高集海堤（全称厦门高崎—集美海堤，又称集厦海堤，海堤路）位于福建省厦门市厦门岛西北角，因海堤南北两端分别连接当时的高崎村和集美镇，故名。高集海堤是厦门岛的第一条对外通道，也将厦门岛与大陆相连成为半岛。海堤总长2212米，总宽29米，路面宽为19米，其中铁路为单线5.8米，公路为双车道7.2米。高集海堤与集杏海堤一起被称为厦门海堤。
包括完成开堤建桥改造的高集海堤，厦门岛目前已有厦门大桥、海沧大桥、集美大桥、杏林大桥、翔安隧道、海沧隧道、翔安大桥等五桥二隧一堤总计八条联外公路要道。

## 建设及影响
高集海堤于1950年开始筹建，正式开工于1953年6月17日，期间遇厦门与金门炮战，但仍于1955年10月3日正式实现通车。
1953年3月，中央人民政府政务院下发《关于修筑厦门市高集海堤工程的决定》文件，由福建省委第一书记叶飞指挥海堤建设，省工业厅厅长梁灵光、厦门市长张维兹负责具体施工。6月17日，厦门海堤工程指挥部成立，张维兹任主任，组织曹玉崑、殷孝友、刘济舟、王美慈、吴冠英等各地水利工程专家及毕业生参与规划建设。同日，海堤正式开工。1955年1月19日，搭载民工的“颖海轮”汽船被中华民国空军炸沉，造成76人伤亡。10月1日，厦门海堤工程全面完工。
这一规模巨大的移山填海工程，花费经费人民币948万元，全程用花岗岩70万立方米，主要采自厦门湖里、东渡、太平山、厦门港、梧村金榜公园等地的山上。在海堤的建设过程中创造了条石插砌护坡法，增强了工程抵御风浪的强度，合龙时采用的行船竹笼快速抛石法后被编入铁道兵施工手册。
海堤建成后，在南端堤头修有“观堤亭”一座，亭前石碑上有朱德委员长亲笔题写的“移山填海”四个大字。
在2001年，海堤的铁路货运量达到237万吨，客运量达到270万人次。在1991年厦门大桥建成前，海堤汽车通行量约为每年328.5万辆次，在2008年集美大桥建成前则约每日1.9万辆次。此外，厦门的市区供水大口径管道、江东引水渠、通讯路线等，也都有从海堤进岛。
海堤的修建也给生态环境造成了负面影响：海堤切断了厦门海湾的自然海流循环，使得东西海域的海水不能形成环流，海湾泥沙淤积日趋严重，污染加剧。高集海堤也被认为是曾经盛产文昌鱼的刘五店渔场消失的主要原因之一。

## 品牌文化
许多厦门当地公司的产品皆以“海堤”为商标，以纪念那段历史，包括：淘化大同的酱油，白米醋；厦门卷烟厂的香烟（现已停用）；厦门茶叶进出口有限公司的茶叶。

## 改造工程

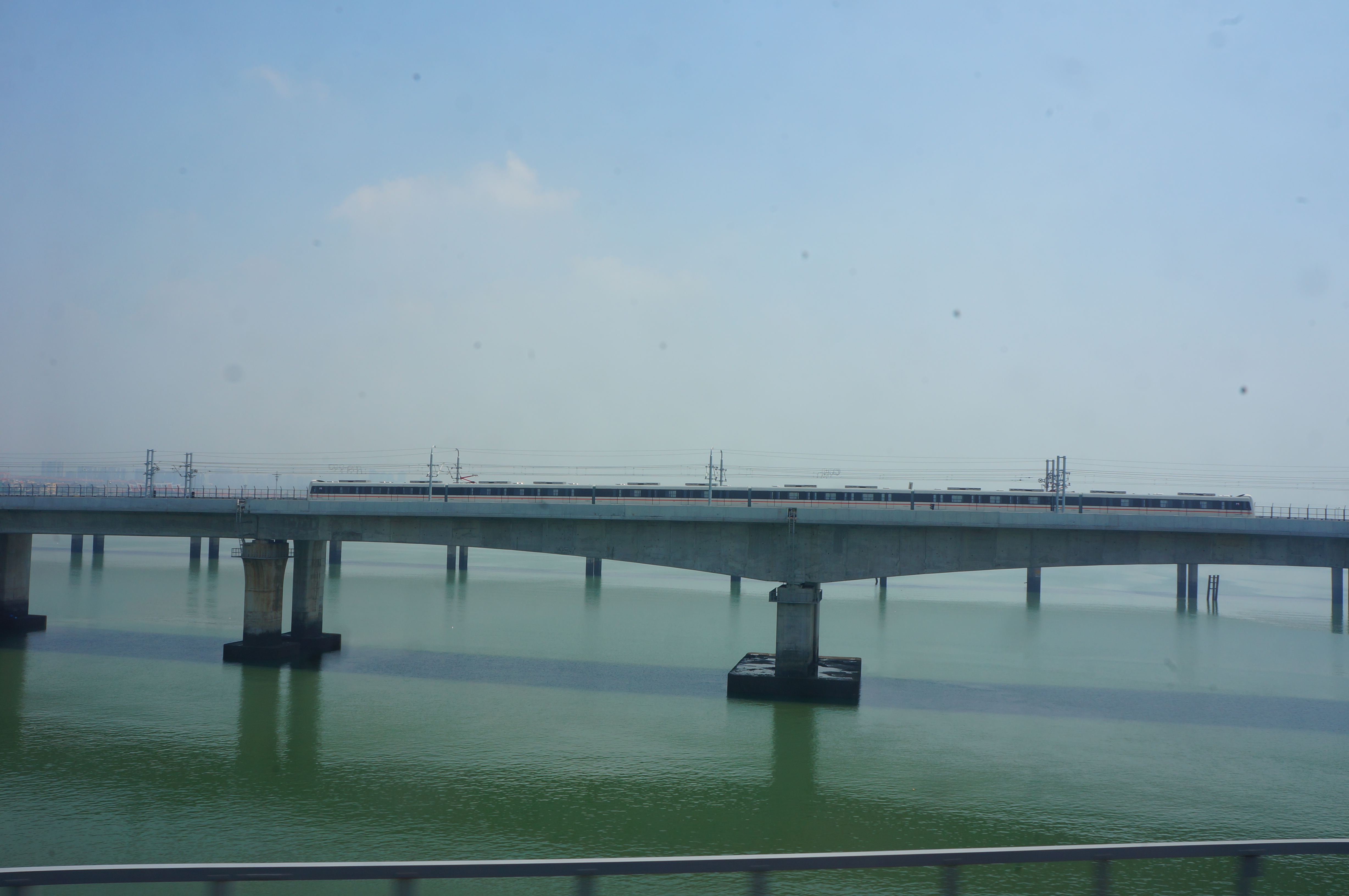
原高集海堤处的厦门地铁1号线

由于海堤的修建对生态环境造成负面影响，当地学者于2004年起提案建设铁路桥并拆除高集海堤，并于2006年1月获得政府答复：当杏林大桥建成后将对高集海堤进行开口改造。
作为厦门海域清淤整治工程的一部分，高集海堤开口改造工程预计2009年12月完成开工前准备，鹰厦铁路搬迁后开工，工期25个月。工程包括管线改造、海堤开口、海堤改造以及岸线整治四个部分，由国家海洋局第三海洋研究所设计，厦门路桥建设集团有限公司负责建设。海堤开口处选在海堤的高崎侧，东、西海域的潮汐通道上，开口宽度约为800米。工程完工时会将海堤路面改建成宽20米，长2.2公里的道路，设置双向四车道、人行和非机动车道；改造后形成长度800米的桥梁，通航标准为100吨级。在对海堤实施开口的过程中，因应城市交通需要，改造方案有所调整，高崎侧开口从800米增加到850米，公路桥西侧设有厦门轨道交通1号线轨道桥。
高集海堤开口改造工程于2016年1月完工，厦门岛目前已由半岛恢复到全岛状态。